# جيل ستيوارت
جيل ستيوارت (بالإنجليزية: Jill Stewart)‏ هي لاعبة كرة قدم أمريكية، ولدت في 12 نوفمبر 1974 في أبل فالي في الولايات المتحدة. شاركت مع منتخب الولايات المتحدة لكرة القدم للسيدات.